# Liste tunesischer Schriftsteller
Die Liste tunesischer Schriftsteller gibt einen Überblick über die Schriftsteller Tunesiens. Es besteht kein Anspruch auf Vollständigkeit.

## Geschichte
- Abu al-Qasim asch-Schabbi (1909–1934)
- Habib Boularès (1933–2014)
- Ibn Abi Dhiaf (1804–1874)
- Ibn Chaldūn (1332–1406)
- At-Tāhir al-Haddād (1899–1935)
- Abdelwahab Meddeb (1946–2014)
- Albert Memmi (1920–2020)
- Mahmoud Messadi (1911–2004)
- Gilbert Naccache (1939–2020)
- Cheikh Nefzaoui (fl. um 1420)
- Ahmad al-Tifachi (1184–1253)

## Gegenwart
- Fadela asch-Schabbi (* 1946)
- Mohamed Aroussi Matoui
- Mahmoud Aslan
- Boubaker Ayadi
- Mohamed Aziza
- Hachemi Baccouche (1916–2008)
- Ali Bécheur
- Hélé Béji (* 1948)
- Tahar Bekri
- Emna Belhaj Yahia (* 1945)
- Taoufik Ben Brik (* 1960)
- Amor Ben Hamida
- Moncef Ben M’rad
- Rafik Ben Salah (1948–2024)
- Alain Boublil (* 1941)
- Salem Bouhageb
- Hédi Bouraoui
- Eyet-Chékib Djaziri
- Ali Douagi
- Mohamed Hédi El Amri
- Abdelaziz El Aroui
- Sophie El Goulli (1931–2015)
- Majid El Houssi
- Chamseddine El Ouni
- Mahmoud Bayrem Ettounsi
- Salah Garmadi
- Mohamed Ghozzi
- Bilell Hamoussi
- Adnen Helali (* 1975)
- Mokhtar Jannet
- Nacer Khémir
- Mustapha Khrayyef
- Radhouane Kouni
- Mohamed Lazghab
- Ahmad Loghmani
- Alia Mabrouk (* 1945)
- Fawzi Mellah (* 1946)
- Hassouna Mosbahi
- Hassen Nasr
- Youssef Rzouga (* 1957)
- Amina Saïd (* 1953)
- Mario Scalesi
- Youssef Seddik
- Habib Selmi (* 1951)
- Mohamed Snoussi
- Walid Soliman (* 1975)
- Kaouther Tabai (* 1984)
- Mustapha Tlili
- Mohamed Ali Yousfi
- Fawzia Zouari